# Quần vớ

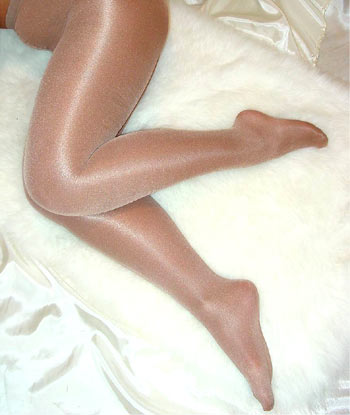
Quần vớ bóng bó sát từ chân đến eo

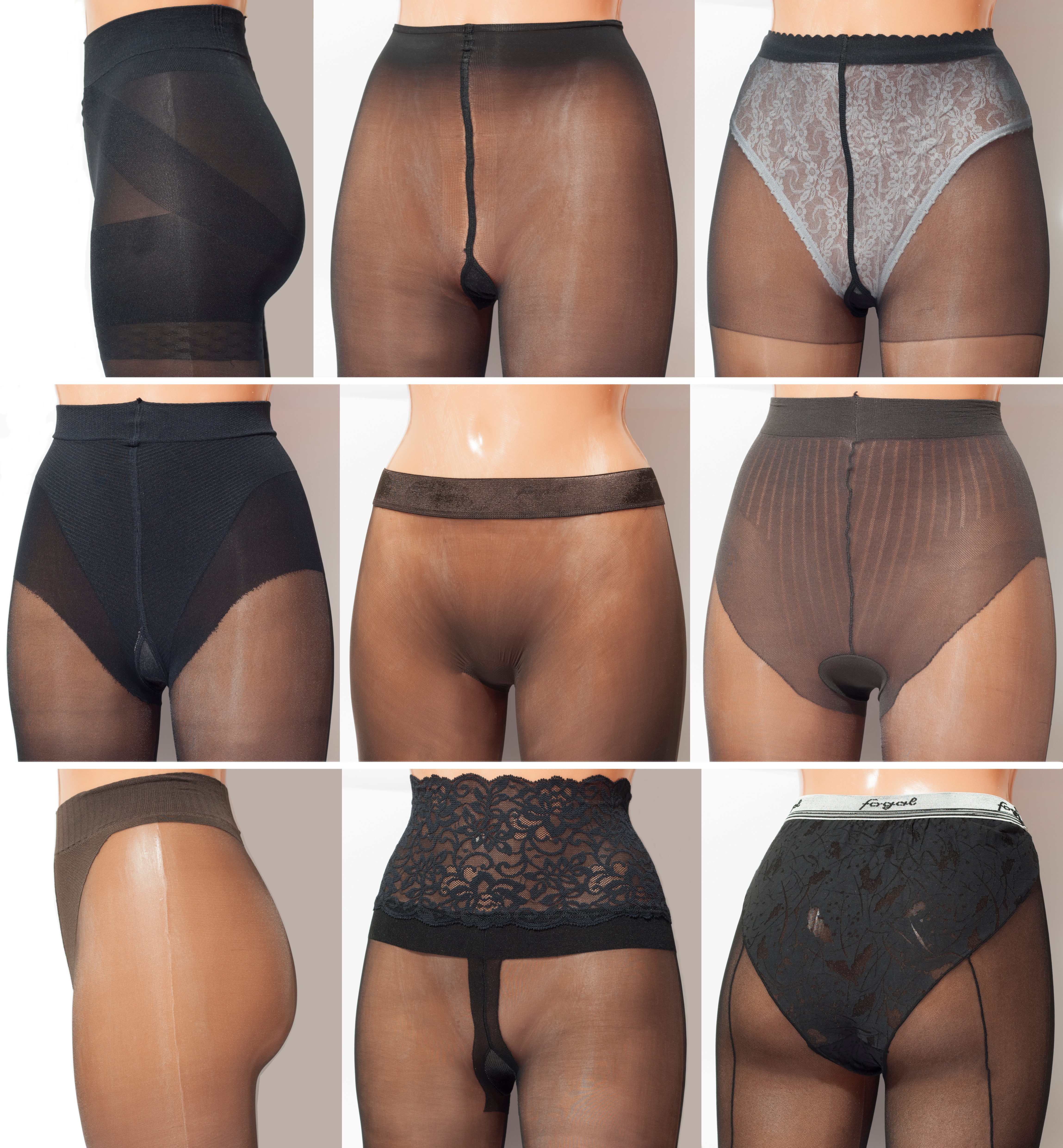
Các loại quần vớ

Quần vớ (Pantyhose) là một loại quần mỏng dính bó sát chân, bao trùm đến phần thắt lưng, có công dụng bảo vệ, gợi dục hoặc để che viền quần lót. Đây là trang phục chủ yếu dành cho phụ nữ và trẻ em gái, pantyhose lần đầu tiên xuất hiện trên các kệ hàng vào năm 1959 (sản phẩm 'Panti-Legs' của Allen Gant) như một sự thay thế thuận tiện cho quần tất hoặc quần pant.

## Thư viện ảnh

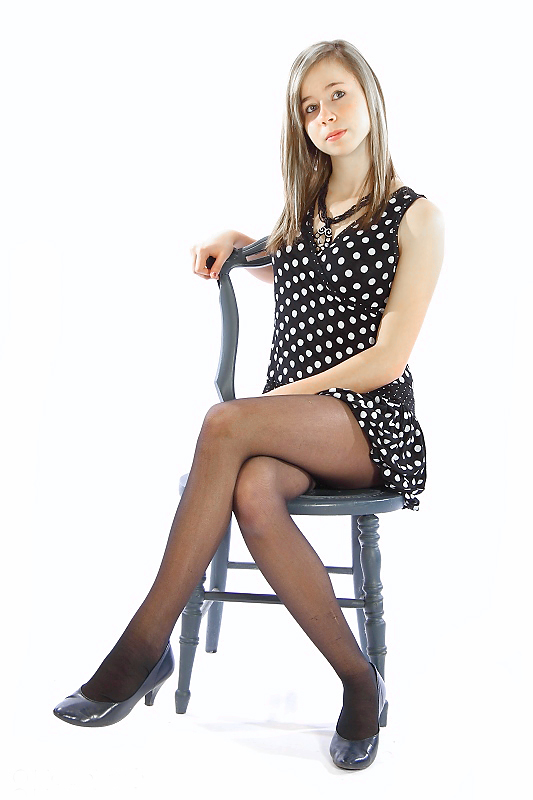
Một cô gái đẹp trong quần vớ đen
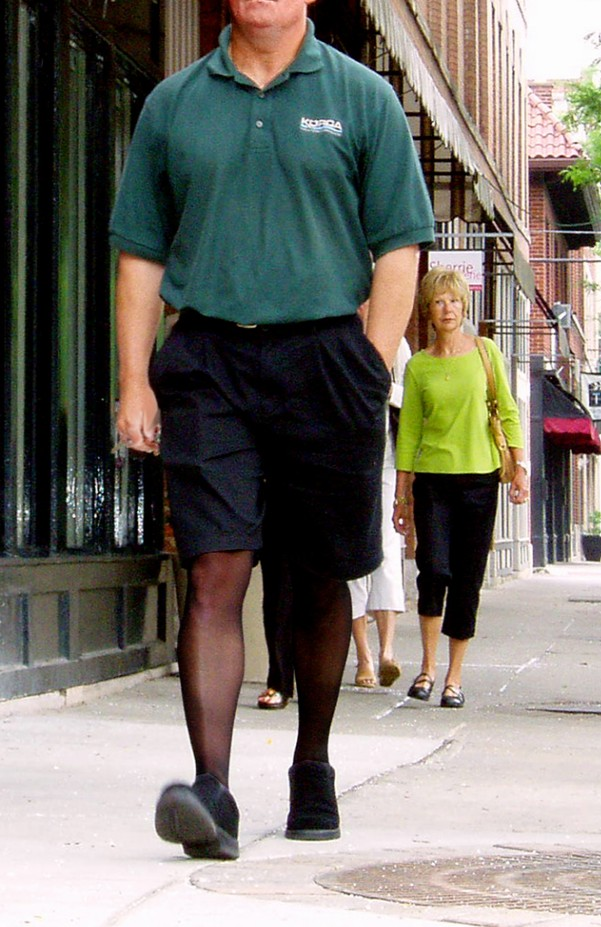
Một người đàn ông mặc quần vớ
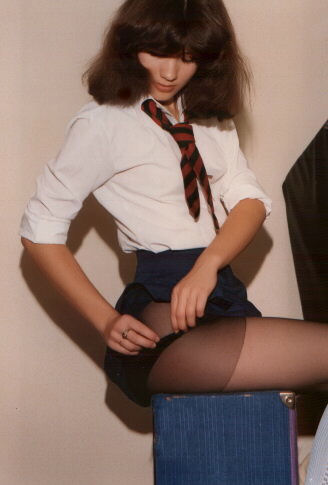
Nữ sinh trong quần vớ